# 스마우그
스마우그(영어: Smaug)은 J. R. R. 톨킨의 1939년의 소설 호빗에 등장하는 용이다. 그는 호빗의 배경보다 150여년 앞서 난쟁이들의 왕국 에레보르를 침략 후 빼았았다. 150여년 후 13명의 난쟁이와 마법사 간달프, 호빗 빌보 배긴스가 에레보르를 되찾는 모험을 떠난다. 호빗에서 스로르는 스마우그를 "가장 강력하고 탐욕스러우며, 사악한 벌레"로 묘사한다.
피터 잭슨의 호빗 삼부작에서 스마우그는 베네딕트 컴버배치가 맡았다.

## 생애
대부분 가운데땅의 용들은 검은 산맥 너머의 메마른 히스에서 살고 있었으며, 스마우그는 이곳에서 에레보르의 부의 대해서 듣게 되었다. 스마우그는 경고도 없이 에레보르로 향했고, 난쟁이들을 에레보르에서 쫓아내고 점령하였다. 스마우그는 이후로 150년동안 에레보르를 점령하고, 금속에 파뭍혀 살았다. 난쟁이들은 후에 에스가로스가 될 호수 마을에 마을을 세웠다. 하지만 난쟁이들은 가운데땅에 흩어졌고, 다른 생물들에게 비참한 대우를 받는다.
'산 아래 왕이 죽었는데 감히 복수하는 그의 친족이 어디 있느냐? 데일의 영주 기리온이 죽었고 내가 양 가운데 이리처럼 그의 백성을 먹었는데 감히 내게 접근하는 그의 아들들이 어디 있느냐? 나는 내가 원하는 곳에서 죽이고 아무도 감히 저항하지 않는다. 나는 고대의 전사들을 낮췄고 그와 같은 것은 오늘날 세상에 없다. 그때 나는 어리고 부드러웠다. 이제 나는 늙고 강하고 강하고 강하며 그림자 속의 도둑!' 그는 기뻐했다. '내 갑옷은 열겹 방패 같고, 내 이빨은 검, 내 발톱은 창, 내 꼬리의 충격은 벼락, 내 날개는 허리케인, 내 숨결은 죽음이다!'
 — J. R. R. 톨킨의 호빗에서
간달프는 스마우그가 사우론에 의해 길들여지면 위험해진다는 것을 깨달았다. 따라서 그는 스로르의 손자이자 스라인의 아들, 참나무방패 소린이 이끄는 난쟁이 일행을 지원하기로 한다. 간달프는 스마우그가 호빗의 냄새를 못 맡을 것이라 예상하고 일행에 빌보 배긴스를 포함시킨다.
에레보르에 도착한 난쟁이 일행은 빌보 배긴스를 에레보르 안으로 들여 보냈고, 처음에는 한 귀중한 컵을 훔쳐오는데 성공한다. 스마우그는 수세기 동안 잠자고 있던 보물 창고의 내용물을 모두 알고 있었고 깨어났을 때 컵이 없다는 것을 재빨리 깨닫고 산 근처에서 도둑을 찾았다. 용의 수색에서 거의 죽을 뻔한 난쟁이들은 빌보 배긴스를 비밀의 통로로 들여보낸다. 빌보 배긴스의 존재를 알아차린 스마우그는 빌보 배긴스와 이야기를 주고받았지만 스마우그는 불을 쏘아 공격했다. 겨우 도망쳐 나온 빌보 배긴스는 난쟁이들에게 알렸지만, 스마우그는 에스가로스를 불태우려 남쪽으로 내려간다.
분노한 스마우그는 남쪽으로 날아가 에스가로스을 파괴하기 시작했다. 마을 사람들의 화살과 창은 용의 갑옷을 입은 몸을 상대로는 쓸모가 없었다. 기리온의 자손 에르드는 스마우그의 상처를 가리켰고, 기리온이 예전에 적중하지 못한 부분에 정확히 같은 창을 찔러넣어 스마우그를 죽인다.

## 문화

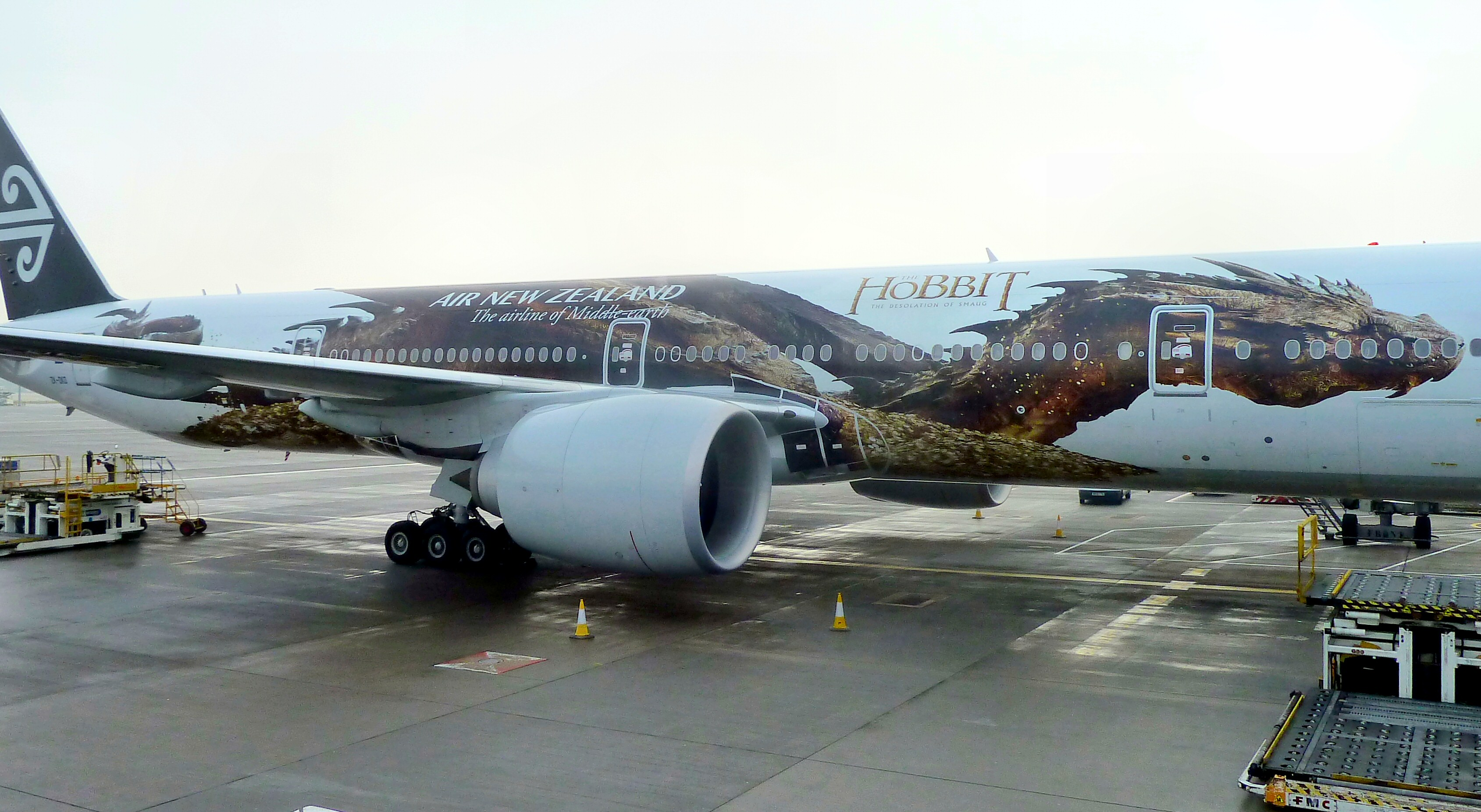
뉴질랜드의 보잉 777 - 300ER, 영화 호빗 삼부작에 등장하는 스마우그를 비행기 표지로 디자인했다.

판타지 작가 산드라 유너만은 스마우그를 "소설에서 가장 개성 있는 용 중 하나"라고 불렀다. 톨킨 학자 앤 페티는 스마우그를 "무서우면서도 놀라울 정도로 알 수 있다"고 묘사하면서 "첫눈에 반한 사랑이었다"고 말했다. 2012년 스마우그는 포브스 픽셔널 15에 이름을 올렸다.
2011년에 과학자들은 남아프리카의 띠가 달린 도마뱀의 속을 스마우그속(Smaug)이라고 명명했다. 도마뱀은 가죽이 있고, 지하에 거주하며 톨킨의 출생지인 블룸폰테인에서 발견되었기 때문에 스마우그의 이름을 따서 명명되었다고 한다. 2015년에 새로 발견된 노린재는 크기와 발견될 때까지 약 60년 동안 연구원의 수집 보관소에서 "잠자는" 상태로 인해 플라누어 스마우그(Planois smaug)라고 명명되었다. 한 개미는 테트라모리움 스마우그(Tetramorium smaug)로 명명되었다.

## 같이 보기
- 글라우룽